# Olof Rudbeck den äldre
Olof Rudbeck d.ä., född 13 september[källa behövs] 1630 i Västerås (döpt 12 december), död 17 september 1702 i Uppsala, var ett svenskt universalgeni. Han var son till biskopen i Västerås Johannes Rudbeckius (d.ä.) och hans andra hustru Magdalena Hising, samt far till bland andra Olof Rudbeck den yngre (1660–1740).
Olof Rudbeck gifte sig 24 juni 1655 med Vendela Lohrman, dotter till justitieborgmästaren i Uppsala Tomas Lohrman och Helena Gustafsdotter samt syster till arkiatern, doktor Gustaf Lohrman, adlad Lohreman. 
Olof Rudbeck gjorde den första betydande svenska medicinska upptäckten med lymfkärlssystemet, varigenom han, blott 23-årig, vann världsrykte. Redan som 20-åring upptäckte han de fina kärl som innehåller lymfa och som senare fått namnet lymfkärl. Detta anses vara den första betydande vetenskapliga upptäckten i Sverige. Han anlade också en botanisk trädgård vid Svartbäcken i Uppsala, gav ut en katalog över dess växter, och fick ut studenterna från kammaren till naturen. 
Hans namn har dock även blivit förknippat med hans förhärligande och överdrivet fantasifulla skildring av Sveriges storhet i verket Atlantica som gjorde Sverige till gudarnas boning och alla större folkslags ursprung. Denna historieskrivningstradition, som kallas göticism, var Rudbeck en av de främsta förkämparna för och han var en av den som drev det längst.

## Upptäckare av lymfsystemet

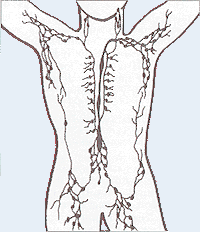
Lymfkärlen hos människan.

Olof Rudbeck genomgick Västerås stads skola och gymnasium, innan han 1648 blev student vid Uppsala universitet. Där valde han medicin till sitt huvudämne, och åhörde Franks och Olaus Stenius föreläsningar. Han forskade om de finare detaljerna i kroppens strukturer och upptäckte bland annat lymfsystemets betydelse för blodomloppet, ett viktigt framsteg för fysiologin. Han kallade lymfkärlen för vasa serosa. Det är möjligt att han tidigare hade läst Asellius skrift om samma ämne, "de lactibus", mjölkvenerna, 1627. 
Ryktet om upptäckten spred sig till hovet, och vid drottning Kristinas besök i Uppsala i april 1652 utförde Rudbeck en dissektion där han demonstrerade lymfkärlen för drottningen och flera av rikets förnämsta män. Strax därpå besökte han henne i Stockholm och gav henne två planscher som han ritat och som visade lymfkärlen. 
22 maj 1652 disputerade han för Olaus Stenius med avhandlingen De circulatione sanguinis ("om blodomloppet"), där han på grundval av egna experiment utvecklade den Harveyska då ännu föga kända teorin om blodomloppet. Vid början av sommaren 1653 utgav han Nova exercitatio anatomica exhibens ductus hepaticos aquosos et vasa glandularum serosa ("ny anatomisk framställning, visande hepatiska ledningar och körtlarnas lymfkärl"), där han publicerade sina på dissektion av mer än 400 djurkroppar vilande, rön om lymfkärlssystemet. 
Hans önskan att få fortsätta sina studier i Nederländerna fann öra på högre ort. Drottningen förärade honom 800 riksdaler, Axel Oxenstierna 200, varjämte den förra lovade honom en professur vid hemkomsten. I juni 1653 företog han resan och vistades därunder huvudsakligen i Leiden, där han hörde van Hoorne och Hemsterhuis. 
Under vistelsen försvarade han sin upptäckt om lymfkärlen mot dansken Thomas Bartholin, som gjorde anspråk på att ha förekommit honom med upptäckten. Denna strid, i vilken Rudbeck deltog med två skrifter, fortgick länge, och löstes till slut till Rudbecks förmån.  Bland andra Albrecht von Haller, Kurt Sprengel, Israel Hwasser,

## Botaniska trädgården grundas
Rudbecks rykte var redan så befäst, att han gavs flera förmånliga erbjudanden, men en lärostol i Uppsala hägrade som det högsta målet, och han återvände hem i juli 1654, rikt försedd med modeller och ritningar, men i synnerhet med frön och plantor. I Nederländerna hade nämligen det anatomiska studiet, hans första kärlek, fått en farlig medtävlare i botaniken, åt vilken han allt framgent ägnade sig med lidelsefull kärlek.
Närmaste frukten av hans resa blev anläggningen av en botanisk trädgård i Uppsala, ett önskemål för universitetet som Rudbeck redan före utlandsresan inlämnat förslag om till Axel Oxenstierna. I dennes efterträdare som universitetskansler, Magnus Gabriel De la Gardie, fann han ett kraftfullt stöd; denne gjorde honom till adjunkt i medicin 1655 och ombesörjde, att i nya staten samma år upptogs ett årligt anslag för trädgården. Genom stora personliga uppoffringar bragte Rudbeck denna snart i det skick, att han redan 1658 kunde utge sin första Catalogus plantarum; fyra år senare skänkte han frikostigt hela sin anläggning till universitetet.
Nya växtkataloger utkom sedan 1666 och 1685; i den sista var inte mindre än 1873 växtformer upptagna. För trädgården, som Rudbeck kallade ”sin förstfödde son” och som han med stolthet förklarade inte stå efter någon annan än den i Paris, underkastade han sig även sedan dryga uppoffringar, tills Karl XI kraftfullt tog honom under armarna.

## Anatomiska teatern

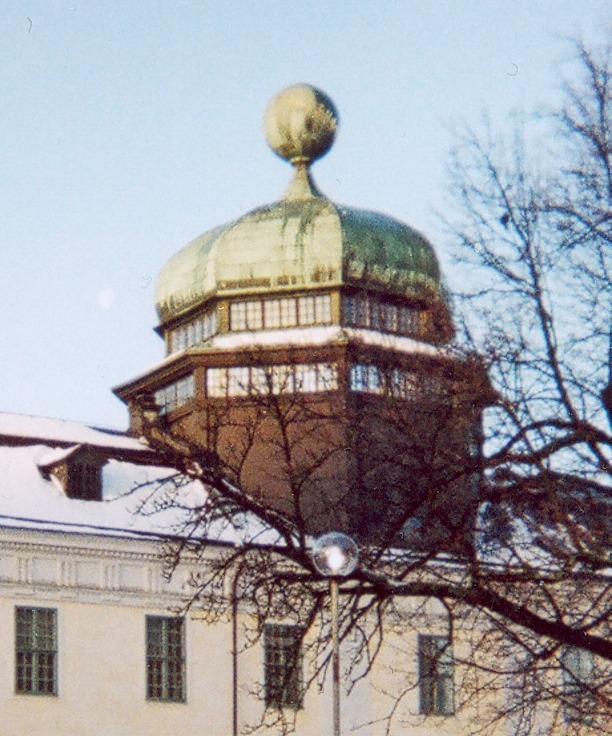
Gustavianum med anatomiska teatern och dess kupol.

Samtidigt med sina föreläsningar i botanik försummade han till en början ingalunda undervisningen i anatomi, i synnerhet sedan han 1658 blivit extra ordinarie och då han vid 30 års ålder 1660 blev ordinarie professor i medicin i Uppsala. För att lyfta denna inrättade han en anatomisk lärosal och han uppförde 1662–1663 Theatrum anatomicum, en tornlik kupolbyggnad ovanpå den dåtida universitetsbyggnaden Gustavianum. Han var själv både dess arkitekt och byggmästare. Salen rymde 200 åskådare och ansågs vara den präktigaste på sin tid i hela Europa. Även Uppsala stad drog fördel av hans mångsidiga praktiska verksamhet, vilket framgår i Snoilskys dikt om Olof Rudbeck. 
Rudbecks anatomiska intresse visade sig också däri, att han en tid var sysselsatt med ett större arbete, De nova animalium fabrica, som dock aldrig utkom, och att han förfärdigade ett konstrikt "sceleton", på vilket artärer och vener var inlagda. Detta intresse avsvalnade dock småningom; härtill bidrog nog prästerskapets upprepade angrepp på fysiken; än mer verkade kanske, att otaliga värv tog honom i anspråk och att Atlantica på 1670-talet började fängsla hans själ.

## Andra gärningar och uppfinningar
Naturhistoriens och medicinens studium hade dock i början tagit ett oerhört uppsving under hans ledning. Lärjungeantalet växte från 2 i företrädarnas tid till 15 år 1659 och ända till 87 år 1660. Och om även andra uppgifter sedan väl mycket inkräktade på hans lärarverksamhet, har hans inflytande på studiernas utveckling i följande tid ingalunda varit obetydligt. 
För övrigt undervisade han i de mest skilda områden, såsom i kemi och fysik, vilka låg medicinen nära, i matematik, astronomi, byggnadskonst, fortifikation, artilleriväsen med pyroteknik (en hel arsenal fanns ju i hans museum) med mera. Han hade tekniska anlag och hade begagnat vistelsen i Nederländerna, tidens största industricentrum, för att utveckla dessa; med alla yrken, från gravörens och målarens till svarvarens och smedens, hade han gjort sig förtrogen.    
Kännedomen om detta förde till, att Sveriges regering 1665 förordnade honom till "commissarius i landsculturen" med uppdrag att sprida kunskap om Sveriges naturalster, deras förädling och förmånligaste användande. För att lösa uppgiftens praktiska krav uppförde Rudbeck vid Uppsala kvarnfall ett manufakturhus, i vilket ett vattenhjul drev 20 olika maskiner, varibland en papperskvarn, en kopparhammare, en stampkvarn med mera. Här undervisades och utbildades flera ritare, instrumentmakare, lantmätare, bergsmän, ingenjörer, fortifikationsofficerare och så vidare, allt med offentligt understöd. Däremot gick man inte till mötes Rudbecks önskan om anslag för upprättande av ett tekniskt läroverk i Uppsala. 
Själv var Rudbeck framstående tecknare, mekaniker, ingenjör och arkitekt och skulle under andra förhållanden säkerligen ha intagit ett rum bland Europas mest framstående mekaniska snillen. När skeppsgården i Stockholm brann upp på 1670-talet och flottans kompasser förstördes, förfärdigade han på kort tid de 50 dylika, som flottan måste ha före sitt utlöpande. 1668 fick han i uppdrag att undersöka och utpricka alla från Stockholm utgående farleder inåt Mälaren. Tjugo år senare lät han på kunglig befallning sin skicklige lärjunge kapten Ingebret Otto verkställa avmätningar och utföra kartor för anläggning av en kanal mellan Hjälmaren och Göteborg samt utarbetade själv nödiga kostnadsförslag (Göta kanal anlades senare med ett annat läge).   
I Uppsala begagnade han sig av den pumpledning, som en Griesbach 1649 anlagt från S:t Eriks källa till Uppsala slott, för att 1662 skapa en ledning, som försåg botaniska trädgården och staden med vatten; nere vid ån anlade han en skeppsdocka för sina postjakter, med vilka han drev regelbunden sjöfart på huvudstaden. En modellsluss av trä byggdes i S:t Olofs dike nära Eklundshov. Hans museum inrymde en rik samling av modeller till hans märkliga uppfinningar, varibland en jakt med hjul och vingar, som gick emot vädret. 
Som astronom ådagalade han betydande insikter genom den avhandling om 1664–1665 års komet, som han insände till Lubieniecky och som, jämte 8 av Rudbeck tecknade planscher, infördes i dennes "Theatrum cometicum", och även om de beräkningar, som förekommer flerstädes i Atlantica (se nedan).

## Botaniska gärningar
Om botaniken inlade Rudbeck odödlig förtjänst. Det är redan nämnt, att han skaffade universitetet dess botaniska trädgård; efter den stora Uppsalabranden (1702) utverkade han av kanslern medel till dess iståndsättande. Hans nit och insikter togs i anspråk även för andra liknande anläggningar: till exempel för den nya kungsträdgården (nuvarande botaniska trädgården) i Uppsala, som grundlades 1664 i samband med den reparation han verkställde på slottet, och i synnerhet för trädgårdarna på universitetskanslern Magnus Gabriel De la Gardies många stora gods. 
Om en av dessa, den vid Jakobsdal (nuvarande Ulriksdals slott), utgav Rudbeck 1666 Delicice Vallis Jacobece sive Jacobs-Daal, vari han beskriver över 800 där odlade växtformer. Alltifrån 1658 till sin avgång från professuren (1691) föreläste Rudbeck offentligen olika delar av botaniken, "demonstrerade flitigt botaniska trädgårdens alster, gav där särskild undervisning åt de studerande om medicinalväxternas egenskaper samt uppmanade dem att till apoteket insamla dylika, som växte vilda inom fäderneslandet". Han företog även exkursioner och undervisade sina lärjungar i den svenska floran, fastän hans nit inte alltid motsvarades av deras läraktighet eller kunskapsbegär. 
Med anledning av att professor Joachim Bursers (1583–1639) berömda herbarium på 25 volymer 1658 tagits som krigsbyte på Själland och, genom Rudbecks bedrivande, 1666 skänkts till Uppsala universitet (där det ännu nästan fullständigt finnes kvar), beslöt Rudbeck att utge denna växtsamling. Men under sysslande därmed växte planen, och Rudbeck utvidgade den till att omfatta avbildningar av alla då kända växter, ett företag, lika storartat som tilltalande för hans fosterländska tänkesätt. Med biträde av sin son, Olof Rudbeck d.y., samt understödd av åtskilliga tecknare, bland dem sina båda döttrar, fortskred han i sitt verk, till vilket greve Carl Gustaf Oxenstierna, Magnus Gabriel De la Gardie med flera lämnade understöd. 
Växterna tecknades efter levande eller torkade original, i naturlig storlek och med sina färger. Så uppstod från omkring 1670 det stora planschverk, som under namnet Campus elysii (svenska Glysiswald, nusvenska "elyseiska fälten") förvarats åt eftervärlden i original, numera i allmänhet kallat Blomboken. Det påträffades av Linné-forskaren Ewald Ährling 1878 i biblioteket på Lövstabruk i Uppland. Det innefattas i 11 folianter (den första av de ursprungliga tolv har gått förlorad), avbildande, ofta mästerligt, nästan alltid noggrant, något över 6200 växtformer (Rudbecks avsikt hade varit att uppbringa antalet till 11000), många i flera detaljer. "Såväl genom mängden av växtformer som genom det naturtrogna och mästerliga i utförandet står detta verk vida över vad samtiden i detta avseende, även under lyckligare förhållanden, mäktade åstadkomma" (B. Swederus). Ungefär samtidigt med avtecknandet graverades dessa avbildningar i trä av  Philip Jacob Thelott d.ä. och två bröder Holtzbom, och 1701 kunde Rudbeck utsända andra delen av sitt stora verk, vilken 1702 följdes av den första. Hela arbetet hade då dragit en kostnad av 40 000 daler kopparmynt, motsvarande ett belopp av tjugo gånger en professors lön på denna tid.
Instrumentmakaren och konstnären Philip Jacob Thelott den äldre kom ursprungligen från Schweiz. Hans dotter, Anna Maria Thelott (1683–1710) var kopparstickare, träsnidare och illustratör och hans son Philip Jacob Thelott d.y. var också konstnär. Anna Maria Thelott arbetade redan som barn med sin far och sina bröder i arbetet med att illustrera Olof Rudbeck den äldres Campus Elysii och Atlantica. Thelott var en av de första professionella kvinnliga konstnärerna i Skandinavien. Hon försörjde sig själv genom att ensam utföra olika konstnärliga arbeten mot betalning, vilket gjorde henne till landets troligen första kvinnliga yrkeskonstnär. Familjen bodde ursprungligen i Uppsala, där hon växte upp, men flyttade vid 19 års ålder med familjen till Stockholm år 1702, där hon dog sju år senare som en följd av pesten som härjade.

## Branden i Olof Rudbecks bibliotek i Uppsala 15 maj 1702
Huvudartikel: Branden i Olof Rudbecks bibliotek
Men kort därefter samma år inträffade eldsvådan i Uppsala, då nästan hela upplagan av första delen samt över 7000 stockar med graverade figurer förstördes. Branden i Olof Rudbecks bibliotek ägde rum under den stora branden i Uppsala 15 maj 1702. Flera av Olof Rudbeck den äldres skrifter förstördes, bland annat fjärde delen av Atlantican. Biblioteket hade inrymts i Uppsala domkyrka, eftersom domen ansågs stöld- och brandsäker. Även stora delar av hans verk, som skulle heta Campus Elysii eller Glysis wald, där alla världens växter skulle avbildas, gick till spillo. Över 7 000 stockar med graverade figurer försvann i lågorna. Omkring 130 stockar undgick förstörelsen och kom i Linnés ägo. Vad som återstod av dessa, 90 stycken stockar, såldes med hans samlingar till England, där den nye ägaren, botanikern James Edward Smith (1759–1828), 1789 utgav avtryck av dem under titel "Reliquiae rudbeckianae". James Edward Smith var grundare av Linnean Society of London, ett stort bibliotek av botaniska skrifter med en samling böcker, manuskript och exemplar av Carl von Linné. De flesta av de 90 stockarna tillhör första delen. Ett fotolitografiskt avtryck av denna ytterligt sällsynta del utgavs på föranstaltande av överbibliotekarien vid Kungliga biblioteket, Gustaf Edvard Klemming, 1863. Av samtiden erkändes de utgivna delarna som särdeles framstående och till utförandet i trä mycket goda arbeten. Carl von Linné särskilt har med stora lovord vitsordat deras värde och Rudbecks förtjänster som botanist.

## Atlantica

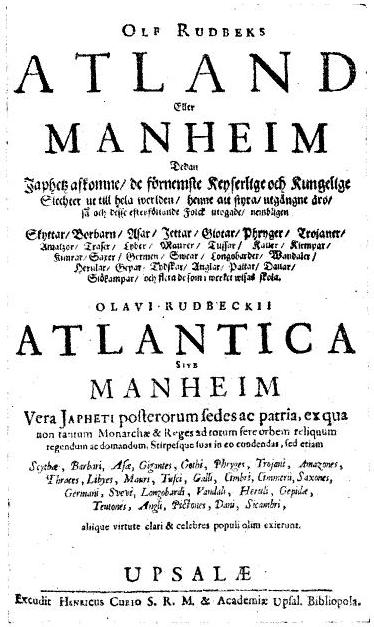
"Atlantican" (1679)

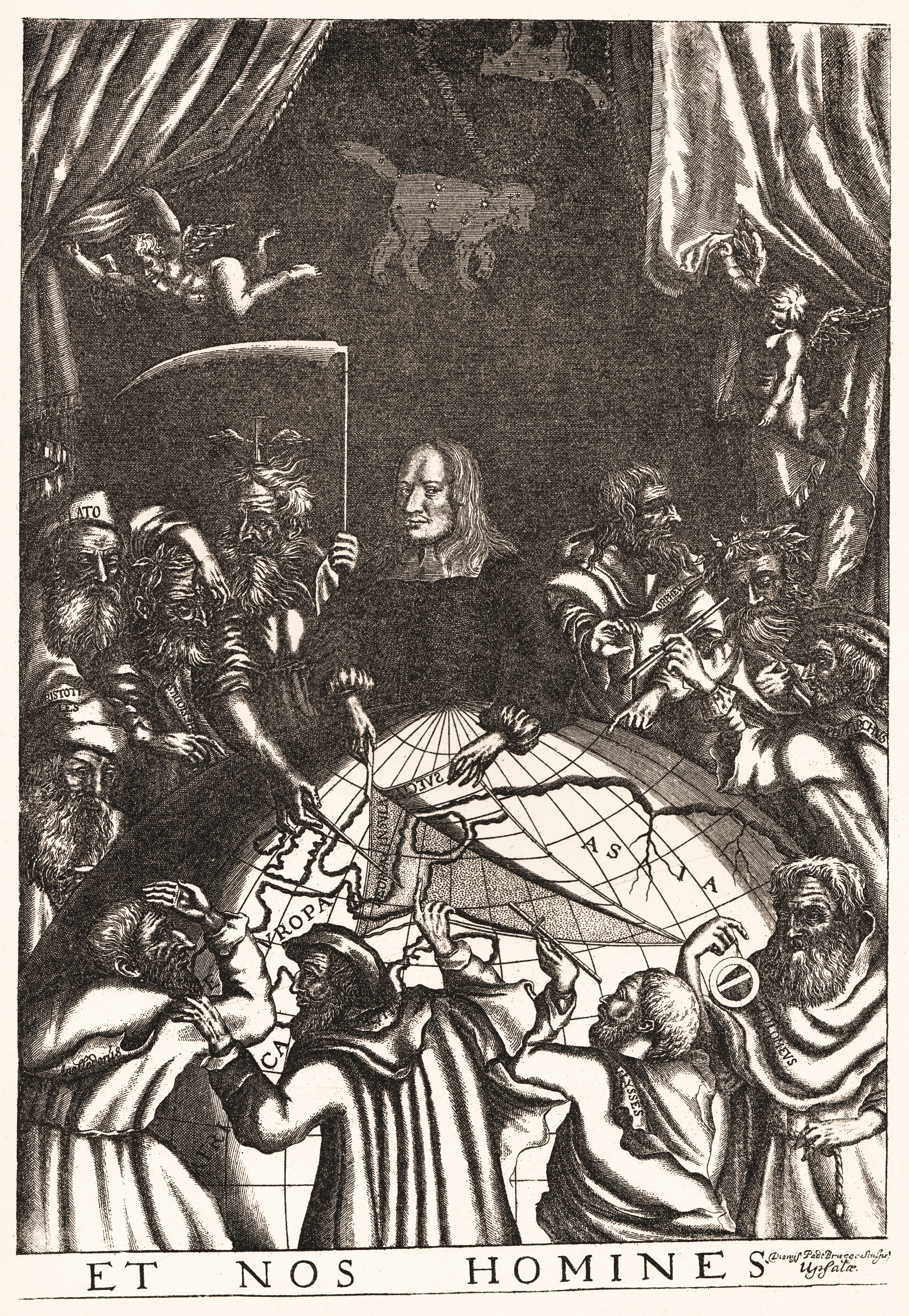
Titelblad till atlasbandet av Atlantica. Gravyr som avbildar författaren utförd av Dionysius Padt-Brugge.

På 1670-talet länkades naturforskaren Olof Rudbecks intresse och skaparkraft in på ett nytt område, fornforskningens. Han fördjupade sig i och anställde omfattande jämförelser mellan de gamla isländska och de klassiska författarna. Han trodde sig då finna för det första, att en mängd av de klassiska författarnas uppgifter i själva verket syftade på forntidens Sverige, för det andra, att dessa i stor utsträckning bestyrktes av den isländska litteraturen. 
Kärnpunkten i Rudbecks upptäckt var, att det Atlantis, som Platon beskriver, alls icke, som man dittills antagit, är något diktat land utan Sverige, från vilket nästan hela Europas och en god del av Asiens kultur utgått. Överväldigad av denna upptäckt grep han sig an med det verk, som skulle fylla större delen av de trettio senare åren av hans liv. Atlantica är ett verk av Olof Rudbeck den äldre som gavs ut från 1677, då tryckningen av första bandet påbörjades, till 1702, det fjärde bandet blev aldrig färdigtryckt). Första delen av Atlantican utkom 1679 och anger redan i titeln det helas huvudtanke: Atland eller Manheim, dädan Jafets avkomne – ut till hela världen, henne att styra, utgångne äro ... Efter första delen utkom med ungefär tio års mellanrum ytterligare två delar. En fjärde del, som var under tryckning, gick förlorad vid den stora branden i Uppsala 1702. 
Själv har Rudbeck genom det ofantliga rykte han vann som fornforskare delvis bringat de övriga sidorna av sin livsgärning i glömska. Han hyllades i sin egen samtid för de teorier som lades fram i Atlantica, men ur vetenskaplig synpunkt är verket idag främst intressant som ett tidstypiskt exempel på barocktidens universalistiska vetenskapsideal. 
I grunden bildar Olof Rudbecks Atlantica det sista, mest storvulna uttrycket för den stormaktsera, som genomgick 1600-talets Sverige, och för den uppfattning av landets fornhistoria, som redan tar sig uttryck hos Johannes Magnus. 
Rudbecks avsikt är, åtminstone skenbart, att visa att allt vad de gamla skriftställarna berättar om sagolandet Atlantis från vilket, enligt dem, världens hela andliga och lekamliga odling utgått, fullkomligt träffar in på Sverige, dess natur och folk, dess sägner och sagor, dess fornhistoria och uråldriga tillstånd. Antikens och Eddans myter, berättelserna om forntida folkslag, folkvandringstidens öden, gammal tidräkning – allt finner sin förklaring ur de fornskandinaviska förhållandena, enligt detta verk. Att Rudbeck vid utförandet av denna fantastiska "arkeologiska roman" ådagalagt kolossal bildning i alla möjliga ämnen, den fyndigaste sammanställning av namn och data, den livligaste inbillningskraft och de mest förvånande aningar om förhållanden, som först vår tid upptäckt och bevisat, är numera känt som ren historieförfalskning. 
Enligt företalet i verkets första del fick Rudbeck uppslaget till Atlantica när han 1672 arbetade med en karta över Sverige på beställning av Verelius, ämnad för dennes upplaga av Hervors saga. Redan den första handskriften, som 1673 meddelades Olof Verelius, Johannes Loccenius och De la Gardie, hälsades med bifall och understöd. 1677 började tryckningen, och i mars 1679 var första delen färdig, som också innehöll Andreas Nordenhielms latinska översättning av den svenska texten. Av denna del finns varianter med de felaktiga årtalen 1675 och 1679 i stället för 1681. Andra upplagan, endast på latin, började tryckas 1696; tredje upplagan, på svenska och latin, var sannolikt inte färdigtryckt vid Uppsalabranden 1702.
Båda dessa upplagor gick i det närmaste förlorade vid branden, och exemplar av dem är därför sällsynta. Samtidigt med första delen utkom ett stort atlasband till hela verket. Andra delen, som också utkom på både svenska och latin (den latinska översättningen sannolikt av Nordenhielm), började tryckas 1685 och utkom 1689. Denna del tillägnades Karl XI, som med bifall och understöd uppmuntrat författaren. Tredje delen trycktes 1698. Fjärde delen var under tryckning 1702 när den stora Uppsalabranden bröt ut och förstörde så gott som alla exemplar. Av åtta kända exemplar går tre till och med sidan 210; de övriga var ännu mindre fullständiga. En fotolitografisk upplaga av fjärde delen utgavs 1863. Den latinska översättningen av de båda sistnämnda delarna härrör från P. Salan, författarens systerson. 
Redan första delen innehåller arbetets kärna, de följande bara utläggningar, genmälen, utförligare bevisningar rättelser. "I alla fall tröttar jätteboken mindre genom vidden i och för sig själv än genom det myckna, som i denna vidd röjer sig vara en följd av den tumultuariska brådskan vid både författandet och tryckningen" (Atterbom). Framställningen är, trots dessa fel, gladlynt, ofta kvick, naiv och ärlig. 
Det har spekulerats i orsakerna till Atlanticans tillkomst. I många fall är felläsningarna mycket uppenbara och etymologierna långsökta; Rudbecks egna humor och satir är påtaglig verket igenom. Det har därför antagits att verket tillkommit för att roa en adlig publik, och att arbetet inte huvudsakligen är att betrakta som seriöst menad vetenskap. När Atlantican skrevs var göticismen redan en spridd historietradition i Sverige.
Arbetet mottogs av det samtida Sverige som ett mästerverk, av utlandet med förvåning, beundran och erkännande, såsom framgår av de "Testimonia" från lärda män Rudbeck själv i tre av delningar utgav och jämväl av andra intyg. Blott en och annan drog Atlanticas djärva satser i tvivelsmål; bland dessa vedersakare nämnas den lärde tysken Morhof och holsteinaren Möller. Inom landet bildade Rudbecks åsikter skola; till denna kunna räknas Johan Peringskiöld och hans son Johan Fredrik Peringskiöld, Biörner, Göransson och Gustaf Bonde. 
Länge vågade man inte opponera sig mot de nya dogmerna. Olof Celsius d.ä. var dock inte hågad att godkänna den; men det var egentligen Olof von Dalin, som först vågade öppet träda upp och genom den vetenskapliga metod han använde i sin historia kasta de Rudbeckska satserna över ända. Det gjorde han bland annat genom att ironisera över hans teorier genom att lägga följande bevis i Olof Rudbecks mun:
"Sjelfva Adams namn är ren svenska. Adam var ju skapad af jord, af stoft? Det är ju 'Af damf?' När man från Afdam tager bort F, så blir det 'Adam'".
"Eva är ock ren svenska: när mannen vaknade [...] och fick se sin skönhet [...] utan så mycket som en solväder, är ju naturligt, att han förundrade sig och sade 'he! hvad?' och af de två orden blir ju strax 'Heva'"?
Rudbeck försökte sig också på svensk verskonst. Hans dikter, huvudsakligen författade för vissa tillfällen, finns omtryckta i Hansellis samling, del 12 (1869). Han deltog mycket aktivt vid Harald Vallerius arbete inför utgivningen av koralboken 1697 till 1695 års psalmbok. Bland annat lär han ha sjungit igenom hela psalmboken för att pröva melodierna ingående innan de gick i tryck.

## Universitetets rektor
Det är dock inte blott som vetenskapsman och mångsysslare Rudbeck lagt sitt snille i dagen. Hans gåvor fann även ett fält inom universitetets styrelse och förvaltning. Med rastlöst nit, otrolig arbetsförmåga och hänsynslös kraft grep han där in överallt, fastän hans sangviniska sinne och starka självkänsla dessvärre inte alltid tog tillräcklig hänsyn till verkligheten. Hans namn är emellertid oupplösligt knutet till universitetets historia på 1660-talet, och han möter överallt under de följande 30 åren. Tack vare den aldrig rubbade gunst, som han tidigt förvärvade hos kanslern Magnus Gabriel De la Gardie, kom han att för en tid nästan enväldigt regera universitetet. Hans rektorat 1662 och de år, som närmast följde, präglades av en sjudande verksamhet, som i synnerhet tog sig form i stora byggnadsföretag. 
Gustavianum undergick en genomgripande inre omgestaltning samtidigt med den nyssnämnda kupolens uppförande. På den plats, där de katolska ärkebiskoparnas medeltidsborg en gång varit belägen, på vilken Kristina ämnat uppföra ett universitetspalats (och där nuvarande universitetshuset ligger), uppförde han en stor exercitiebyggnad. Ursprungligen hade han tänkt uppföra ett fullständigt universitetshus där, till vilket han själv gjort en ritning, som finns avbildad i tredje delen av Atlantica. Över ån byggdes en hängbro (på samma plats som den nuvarande S:t Olofsbron). Det var också hans förtjänst att De la Gardie 1669 till universitetet donerade sin handskriftssamling, där den oskattbara handskriften av Wulfilas gotiska evangelieöversättning (Silverbibeln) och Snorre Sturlassons Edda är de mest kända föremålen.

## Konflikter
Detta storslagna våldsregemente, som syntes hota att bli permanent, sedan Sveriges regering 1663 utnämnt Rudbeck och två andra till universitetets kuratorer, skapade dock en djup klyfta mellan honom och de undanträngde kollegerna. När så den genom de stora företagen (inte minst det av Rudbeck skapade kostsamma kommunitetet för fattiga studenter) överansträngda ekonomin hotade med ruin, brast stormen lös. Förgäves infann sig De la Gardie själv i Uppsala i juli 1670, han kunde inte rädda sin gunstling, och denne måste träda tillbaka, efter att dock först ha upprullat den lysande tävlan av allt vad han gjort för universitetet. 
Därefter rådde i flera år ett verkligt krigstillstånd mellan Rudbeck och hans kolleger, som kom till ett våldsamt utbrott 1675 i den så kallade Curionska processen, i vilken Rudbeck dels för släktskapens skull (boktryckare Henrik Curio (1630–1691) var gift med hans kusin) dels emedan utgivandet av Atlantica, som trycktes på Curios tryckeri, tycktes bero av utgången, förde Curios talan med ytterlig våldsamhet, som rent av förbittrade livet för många. Processen utföll dock inte till hans förmån. Några år därefter, då Rudbecks starkaste antagonister gått ur tiden, närmade han sig till de övriga, ty de hotades nu alla av hårda efterräkningar, sedan enväldets män börjat anställa räfst med den aristokratiska tidens missbruk. I Uppsala leddes angreppet av en inkvisitionskommission, bestående av den stränge räntmästaren Jakob Arrhenius och den ilskne teologen H. Schutz. Med överlägsen talang slog dock Rudbeck alla angreppen tillbaka (1685). Lika oförfärat förde han strax därefter (1687) den fria forskningens talan, då prästerskapet, vars häftigaste representant i Uppsala just var samme Schutz, slog ned på de förmenta cartesianska tendenser, som framträtt vid universitetet. 
Märkvärdigt nog ledde varken Rudbecks djupa tillgivenhet för den i onåd fallne De la Gardie eller hans modiga trots mot enväldets ombud i Uppsala till, att han förlorade Karl XI:s välvilja. Den rättrådige och djupt svenske konungen uppskattade till fullo det storvulna och originella i Rudbecks personlighet och satte högt hans snille och stolta tankar om Sveriges höga ålder, varför också Rudbeck åtnjöt hans frikostiga understöd för sina arbeten. Å sin sida tog konungen inte sällan hans förmåga i anspråk. Så gav han Rudbeck i uppdrag att utföra (1688–91) den påbyggnad av Gustavianum, som han kostade på för att skaffa utrymme och en väldig lokal för biblioteket, som han ökat genom donation av de rika De la Gardieska och Rålambska biblioteken.

## De sista åren: musik och forskning
De sista 11 åren av Rudbecks liv, sedan han 1691 fått överlämna professuren åt sonen Olof, förflöt jämförelsevis lugnt, och ägnades huvudsakligen åt fullföljandet av hans båda jätteverk Atlantica och Campus elysii. Arbetet med den förra hade fört honom in i de isländska sagorna och väckt hans intresse för runstenarna. Ett stort antal av de senare citeras i hans Atlantica, och de isländska sagorna är där flitigt begagnade. Själv utgav han några dylika, varjämte han, för att hedra vännen Verelius minne, efter dennes död tryckte hans Index linguæ veteris Schyto-Scandicæ. 
Rudbeck blev med understöd av universitetskanslern M.G. De la Gardie den dominerande kraften i Uppsalas musikliv, var pådrivande och tillfrågades alltid som musiksakkunnig.  Han möjliggjorde ett akademiskt  kapell och ställde upp regler för dess verksamhet,  anskaffade nödiga instrument på egen bekostnad, lät inköpa ett stort antal musikalier och musikteoretiska verk till Universitetsbiblioteket samt byggde en domkyrkoorgel tillsammans med orgelbyggaren Franz Boll. På hans initiativ ersattes denna med en orgel byggd av Hans Henrich Cahman, färdig 1698. Han samlade även studenter och professorer i sitt hem i ett collegium musicum.  Själv hade han en stark basröst, med vilken han bidrog vid festligheter i Uppsala. Ännu vid 67 års ålder provsjöng han alla koraler för 1697 års koralbok, till vilken han och (huvudsakligen) Harald Vallerius satte musiken. Rudbeck hade under vistelsen i Nederländerna 1653–54 fått undervisning i sång, instrumentalmusik och komposition. Han komponerade bland annat en "Sorg- och klagesång" till Axel Oxenstiernas begravning 1654 (bevarad i Uppsala universitetsbibliotek) samt musik vid den unge Jacob August De la Gardies begravning 1661, "Herre konungen fröjdar sig"  vid Karl XI:s kröning 1675 och vid M. G. De la Gardies begravning 1686. Endast de citerade verken är bevarade. Han framträdde solistiskt med sina två döttrar vid jubelfesten 1693 och vid gudstjänsten i Uppsala med anledning Karl XII:s kröning 1698. Hela familjen Rudbeck återges musicerande på en tygapplikation av sonen Olof den yngre. Fadern sitter sjungande och dirigerande Olof vid klavikordet, döttrarna Johanna Christina och Wendela samt  sonen Gustaf, sång, medan hustrun Wendela lyssnar. 

## Stadsbranden 1702
Branden som 15 maj 1702 lade nästan hela Uppsala stad i aska, blev ett hårt slag för Rudbeck. Enligt sägen skall han själv från taket på Gustavianum ha lett det släckningsarbete, som räddade biblioteket som bevarades där och Fjärdingen. Hans eget hus förtärdes av lågorna, och med detta träsnitten till Campus Elysii, nästan hela upplagan av detta verks första del och av Atlanticas båda senare delar, åtskilliga otryckta arbeten, hans stora samlingar av modeller, ritningar, fornsaker med mera. Dock kunde hela 6 200 växtavbildningar räddas undan branden. Se även branden i Olof Rudbecks bibliotek. 
Hans sista bedrift efter denna förlust var en plan för återuppbyggnaden av staden, som också följdes. Men hans krafter var uttömda och strax därefter avled han.

## Eftermäle
Den historieskrivning som föregick och följde av Atlantica, brukar gå under namnet göticism, vilken kom att utöva ett stort inflytande på den svenska självbilden. Atlantica nämns även i inskriften på Rudbecks gravsten i Uppsala domkyrka: Immortalem Atlantica, mortalem hic cippus testatur, "Atlantica visade att han var odödlig, att han var dödlig visar denna sten".
Hans av M. Mytens d.ä. målade bild finns i det nya universitetshuset i Uppsala. N. Keder lät gjuta en minnespenning över honom; Carl Reinhold Berch lät gravera en dylik 1753, och en tredje slogs 1847 av Svenska akademien. 31 maj 1910 avtäcktes framför anatomiska institutionen i Uppsala en av Carl Eldh modellerad bröstbild i brons av Rudbeck, bekostad av professor E. Clason. En av Carl Snoilskys "Svenska bilder" är ägnad Rudbeck.
Med anledning av 300-årsminnet av hans död instiftade Uppsala universitet sin Rudbecksmedalj. Den utdelas "för utomordentligt framstående insatser inom vetenskapen och förlänas i första hand för sådana förtjänster eller resultat vunna vid Uppsala universitet".